# Винипег Бич (Манитоба)
Винипег Бич (енгл. Winnipeg Beach) је малена варош у јужном делу канадске провинције Манитоба у границама географско-статистичке регије Интерлејк. 
Варошица се налази на југозападним обалама језера Винипег на око 56 км северно од административног центра провинције града Винипега. Најближа насеља су Гимли на северу, Тјулон на југозападу и град Селкирк на југу. Кроз насеље пролази деоница регионалног друма број 9 која спаја Гимли на северу са Винипегом.

## Историја
Насеље Винипег Бич настало је као приватно летовалиште запосленика канадске краљевске железнице која је 1900. на том подручју купила око 13 ха приобалног подручја уз језеро Винипег и ту подигла бројне туристичке бунгалове и хотел. За кратко време насеље је постало популарно летовалиште за становнике главног града Винипега, тако да је током летње сезоне 1913. на тој релацији КПР имала и до 13 линија дневно. 
Током 60их година прошлог века у вароши је зарад унапређења туристичке понуде отворен и велики забавни парк.
Од првобитних грађевина преостао је једино челични водоторањ који са својих 40 метара висине представља прави симбол вароши и околине. 
Насеље је 1909. добило службени статус села, а већ 1914. и статус варошице.

## Демографија
Према резултатима пописа становништва из 2011. у варошици је живело 1.011 становника у 547 домаћинстава (укупно 1.502 стамбене јединице укључујући и викенд објекте), што је за свега 0,6% мање у односу на 1.017 сталних житеља колико је регистровано приликом пописа 2006. године.

## Привреда
Најважнија привредна делатност Винипег Бича од његовог оснивања до данас је туризам и услужне делатности.